# 거창韓휴게소
거창韓휴게소(居昌韓休憩所, Geochanghan Service Area)는 경상남도 거창군 가조면 도리에 위치한 광주대구고속도로의 고속도로 휴게소이다. 양방향 모두 휴게소가 존재하며, 주소는 광주방향의 경우 경상남도 거창군 가조면 가조가야로 1523이고, 대구방향의 경우 경상남도 거창군 가조면 가조가야로 1543-81이다. 1984년 6월 27일 88올림픽고속도로 담양 나들목 ~ 옥포 분기점 구간이 개통되면서 개장하였으며, 그 당시 명칭은 거창휴게소였으나, 2015년 88올림픽고속도로 왕복 4차선 확장 공사가 진행되면서 현재의 거창韓휴게소로 명칭이 변경되었다. 다만, 지금도 교통정보와 광주대구고속도로 본선 상 표지판에는 여전히 거창휴게소로 표시하고 있다. 현재의 휴게소 명칭은 거창군의 브랜드인 거창韓거창에서 유래하였다.

## 시설
- 브랜드매장 : 코바코, 할리스커피
- 정유소 : 알뜰주유소
- LPG 충전소 : SK에너지(광주방향)
- 경정비소 : 없음
- 화물휴게소 : 없음
- 테마휴게소 : 있음
- 대표음식 : 전주비빔밥

## 전후
광주 방향
- 가조 나들목 ← 거창韓휴게소 ← 해인사 나들목
- 함양산삼골동서만남의광장휴게소 ← 거창韓휴게소 ← 논공휴게소

대구 방향
- 가조 나들목 → 거창韓휴게소 → 해인사 나들목
- 함양산삼골동서만남의광장휴게소 → 거창韓휴게소 → 논공휴게소